# ويليام أراوخو
ويليام فرانسيسكو أراوخو أوغوناغا (بالإسبانية: William Francisco Araujo Ogonaga) هو لاعب كرة قدم إكوادوري، ولد في 5 يونيو 1979 في كيتو في الإكوادور. لعب مع إل. دي. يو. كيتو ونادي ديبورتيفو إل ناسيونال.

## وصلات خارجية
- ويليام أراوغو على موقع الاتحاد الدولي (مؤرشف)  (الإنجليزية)
- ويليام أراوغو على موقع قاعدة بيانات كرة القدم.إي يو (الإنجليزية)
- ويليام أراوغو على موقع Soccerway.com (الإنجليزية)